# Мария Бранденбург-Кульмбахская
Мария Бранденбург-Кульмбахская (нем. Marie von Brandenburg-Kulmbach; 14 октября 1519, Ансбах — 31 октября 1567, Гейдельберг) — принцесса Бранденбург-Кульмбахская, в замужестве курфюрстина Пфальцская.

## Биография
Мария — старший ребёнок в семье маркграфа Казимира Бранденбург-Кульмбахского и его супруги Сусанны Баварской, дочери герцога Альбрехта IV. После смерти отца Мария воспитывалась дядей Георгом в лютеранской вере.
21 октября 1537 года Мария вышла замуж в Кройцнахе за будущего курфюрста Фридриха III Пфальцского. Брак был счастливым, Марию описывали как умную и благочестивую женщину, которая повлияла на религиозные взгляды своего мужа-католика. В 1546 году Фридрих перешёл в лютеранство и управлял франконскими землями за шурина Альбрехта Алкивиада. Семья испытывала финансовые трудности, и Мария несколько раз обращалась за помощью к дяде Альбрехту Прусскому.
После смерти отчима Марии бездетного курфюрста Отто Генриха в 1559 году её муж пришёл к власти в Пфальце и получил титул курфюрста. Как курфюрстина, Мария вникала в государственные дела, хотя Фридрих и не терпел такого вмешательства. Её влияние на мужа ограничивалось вопросами религии, как верная лютеранка Мария являлась решительной противницей цвинглианцев.
Последние годы жизни страдавшая подагрой Мария Бранденбург-Кульмбахская была прикована к постели. Похоронена в церкви Святого Духа в Гейдельберге.

## Потомки
В браке с Фридрихом III Пфальцским родились:
- Альберта (1538—1553)
- Людвиг VI (1539—1583), курфюрст Пфальца; женат с 1560 на Елизавете Гессенской (1539—1582), затем — на Анне Кирксена
- Елизавета (1540—1594), замужем за Иоганном Фридрихом II Саксонским
- Герман Людвиг (1541—1556)
- Иоганн Казимир (1543—1592), женат на Елизавете Саксонской (1552—1590)
- Доротея Сусанна (1544—1592), замужем за Иоганном Вильгельмом (1530—1573), герцогом Саксен-Веймарским
- Альбрехт (1546—1547)
- Анна Елизавета[нем.] (1549—1609), замужем за Филиппом II (1541—1583), ландграфом Гессен-Рейнфельса, затем за Иоганном Августом[нем.] (1575—1611), пфальцграфом Лютцельштейна
- Кристоф (1551—1574), погиб в битве при Моке
- Карл (1552—1555)
- Кунигунда Якобея (1556—1586), с 1580 замужем за Иоганном VI Нассау-Дилленбургским (1536—1606), графом Нассау-Дилленбурга.